# Virginia Davis
Virginia Davis (31 de diciembre de 1918 – 15 de agosto de 2009) fue una actriz infantil estadounidense en películas. Es conocida sobre todo por haber trabajado con Walt Disney y Ub Iwerks en la serie de cortometrajes animados Comedias de Alicia, en la que interpretaba a la protagonista Alicia.

## Biografía
Davis nació el 31 de diciembre de 1918 en Kansas City, Misuri. Su padre, vendedor de muebles, estaba a menudo de viaje de negocios.

### Alice Comedies
Davis empezó a trabajar para la compañía de Walt Disney en Kansas City, Laugh-O-Gram Studio, en 1923. Fue contratada para actuar en una película llamada Alice's Wonderland, que combinaba acción real con animación. Cuando Laugh-O-Gram fracasó y Disney se trasladó a Los Ángeles, sobre la base de Alice's Wonderland, Winkler Pictures contrató a Disney para una serie conocida como las Alice Comedies, o Alice in Cartoonland. Disney convenció a la familia de Davis para que la trajera de Missouri a Los Ángeles para protagonizar la serie. Durante este tiempo, Davis residió en los apartamentos La Brea de Hollywood, California.

### The Greater Glory
En 1925, Davis interpretó el papel de Resi en The Greater Glory, una producción de First National Pictures. El director de la película, Curt Rehfeld, comentó que Davis "... tiene la técnica de un artista acabado, la inusual capacidad de seguir instrucciones y la disposición de un ángel. Ni una sola vez durante la película tuve que explicarle dos veces algún ángulo y, con toda su madura comprensión, el encanto juvenil aún permanece, haciendo una rara y apreciada combinación."
Mientras rodaba The Greater Glory, Davis firmó un contrato con Harry Carey y los dos actores trabajaron juntos en The Man From Red Gulch (1925).

### The Blue Bird
En diciembre de 1929, Davis formó parte del reparto de The Blue Bird en el Pasadena Playhouse. La obra de hadas incluía a Janet Horning, una actriz infantil que sólo tenía dos años. En el reparto había 150 niños.

## Retiro
Recordando su trabajo en las Alice Comedies, Davis dijo: "Fue una época estupenda – llena de diversión, aventura y 'finjamos.' Adoraba e idolatraba a Walt, como cualquier niño. Me dirigía a lo grande, con grandes gestos. Una de mis películas favoritas era Alice's Wild West Show. Yo siempre era la niña de los rizos, pero en realidad era una marimacho, y ese dibujo me permitía hacerme la dura. Me divertía mucho."
Durante los 20 años siguientes, trabajó en otros estudios de Hollywood como actriz infantil y, más tarde, como actriz secundaria. Cantó, bailó y actuó en películas como Flying Down to Rio (1933), Young and Beautiful (1934), College Holiday (1936), Vivacious Lady (1938),[cita requerida] Three on a Match (1932), Week-End in Havana (1941), Song of the Islands (1942) y The Harvey Girls (1946) entre otras. En varias ocasiones utilizó el nombre artístico de Mary Daily,[cita requerida] y apareció en películas como Hands Across the Rockies (1941) con el vaquero Bill Elliott. Durante su estancia en Hollywood, también trabajó ocasionalmente para su antiguo jefe, Walt Disney, hizo una prueba vocal para Blancanieves, puso voz a algunos personajes secundarios de Pinocho y trabajó durante un breve periodo en el departamento de tinta y pintura de los estudios Disney.

## Vida personal
En 1943 se casó con el aviador de la Marina Robert McGhee, y la pareja tuvo dos hijas. Durante sus 59 años de matrimonio, residieron en Nueva Jersey, Connecticut, el sur de California e Idaho. Durante 25 años, Davis trabajó como agente inmobiliaria principalmente en las zonas de Irvine, California y Boise, Idaho.

## Muerte
Tras un año de mala salud, Davis-McGhee falleció por causas naturales en su casa de Corona, California el 15 de agosto de 2009, a los 90 años.

## Premios
En 1998, Davis recibió un premio Disney Legends por animación.

## Filmografía parcial
| Año  | Título                 | Papel               | Notas                                        |
| ---- | ---------------------- | ------------------- | -------------------------------------------- |
| 1925 | The Dark Angel         | Florista            | sin acreditar                                |
| 1925 | The Man from Red Gulch | Cissy Falloner      |                                              |
| 1926 | The Greater Glory      | Resi                |                                              |
| 1931 | Street Scene           | Mary Hildebrand     | sin acreditar                                |
| 1932 | Three on a Match       | Mary Keaton de niña |                                              |
| 1934 | Murder at the Vanities | Earl Carroll Girl   | sin acreditar                                |
| 1936 | College Holiday        | Bailarina           | sin acreditar                                |
| 1941 | You'll Never Get Rich  | Corista             | sin acreditar                                |
| 1941 | Week-End in Havana     | Bailarina           | sin acreditar                                |
| 1942 | Song of the Islands    | Isleña              | sin acreditar                                |
| 1942 | My Gal Sal             | Papel menor         | sin acreditar                                |
| 1942 | Footlight Serenade     | Corista             | sin acreditar                                |
| 1942 | Iceland                | Bailarina           | sin acreditar                                |
| 1946 | The Harvey Girls       | Harvey Girl         | sin acreditar (último papel cinematográfico) |

## Lectura adicional
- Los Angeles Times, "New Members of Players' Club", 20 de abril de 1924, p. J3
- Los Angeles Times, "Older Sisters' Art Emulated", 23 de agosto de 1925, p. 20
- Los Angeles Times, "Tiny Actress in Blue Bird", 29 de diciembre de 1929, p. 20
- Los Angeles Times, "Around And About in Hollywood", 24 de marzo de 1934, p. 7